# Jade, Sorab
Jade là một làng thuộc tehsil Sorab, huyện Shimoga, bang Karnataka, Ấn Độ.